# Rhoda (nome)
Rhoda  è un nome proprio di persona inglese femminile.

## Varianti in altre lingue
- Greco antico: ‘Ροδη (Rhode)[1]
- Greco biblico: ‘Ροδη (Rhode)[1]
- Greco moderno: Ρόδη (Rodī)
- Latino: Rhode[1]

## Origine e diffusione

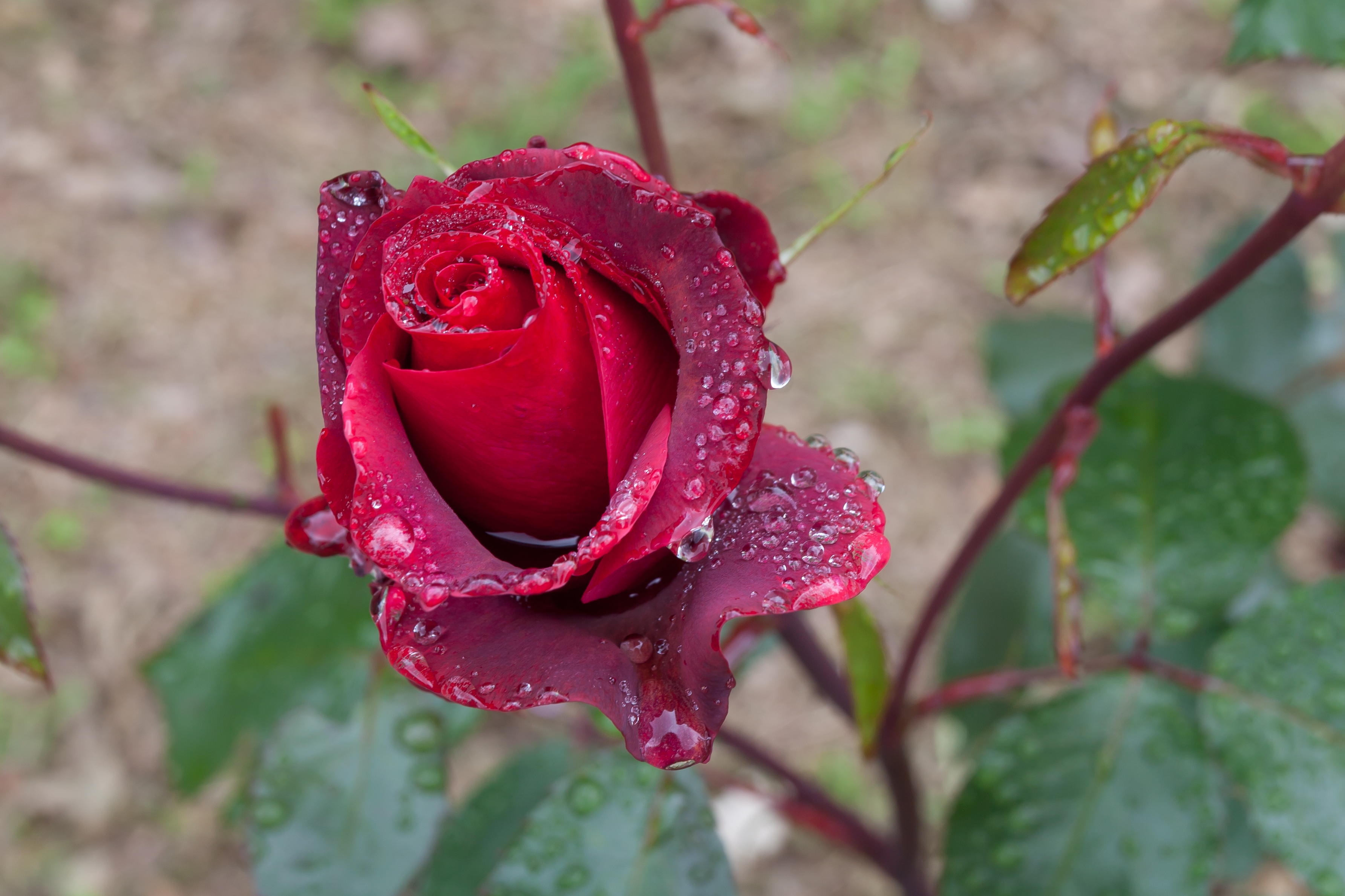
Una rosa imperlata di rugiada

Deriva dal greco ‘ροδον (rhodon), che significa "rosa"; ha quindi lo stesso significato dei nomi Rosa, Triantafyllos, Nasrin, Gül e Warda. 
È portato, nel Nuovo Testamento, da una fanciulla che era nella casa di Maria, madre di Giovanni Marco, e che fu la prima a incontrare Pietro dopo la sua liberazione dal carcere (At 12:12-19), il cui nome è reso in italiano con "Rode"; entrò nell'uso comune in inglese nel XVII secolo. È inoltre presente nella mitologia greca, portato dal personaggio di Rodo, una nereide figlia di Poseidone dalla quale prende il nome l'isola di Rodi.

## Onomastico
Il nome non è portato da alcuna santa, quindi è adespota, e l'onomastico ricae il 1º novembre, giorno di Ognissanti. Dato il significato, può essere anche festeggiato lo stesso giorno del nome Rosa.

## Persone

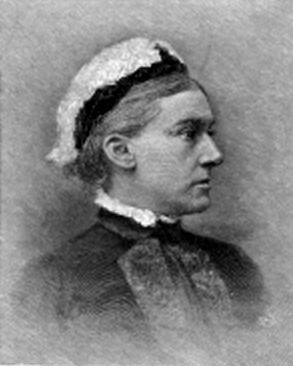
Rhoda Broughton

- Rhoda Broughton, scrittrice britannica
- Rhoda Bulter, poetessa e scrittrice scozzese
- Rhoda Griffis, attrice statunitense
- Rhoda Rennie, nuotatrice sudafricana
- Rhoda Scott, organista statunitense
- Rhoda Williams, attrice statunitense

## Il nome nelle arti
- Rhoda è un personaggio del romanzo di Virginia Woolf Le onde.
- Rhoda Dawes è un personaggio del romanzo di Agatha Christie Carte in tavola.
- Rhoda Kassellaw è un personaggio del romanzo di John Grisham L'ultimo giurato.
- Rhoda Miller è un personaggio della serie televisiva My Living Doll.
- Rhoda Morgenstern è un personaggio della serie televisiva Rhoda.
- Rhoda Penmark è un personaggio del romanzo di William March Il seme cattivo.
- Rhoda Williams è un personaggio del film del 2011 Another Earth, diretto da Mike Cahill.

## Toponimi
- 907 Rhoda è un asteroide della fascia principale, così chiamato in onore della moglie dello scopritore, Max Wolf.